# Хиблингер, Марио
Ма́рио Хи́блингер (нем. Mario Hieblinger; родился 5 июля 1977 года, Мистельбах-ан-дер-Цайя, Австрия) — австрийский футболист. Выступал за сборную Австрии.

## Карьера

### Клубная
Марио Хиблингер начал профессиональную карьеру в клубе «Адмира/Ваккер». Впервые сыграл в Бундеслиге 10 мая]] 1996 года в матче против «ГАКа». Сезон 1996/97 защитник провёл в аренде в клубе первой лиги «Штоккерау». 28 марта 1998 года в матче 27-го тура чемпионата против «Аустрии» (Лустенау) Хиблингер забил первый гол в своей профессиональной карьере.
В январе 2000 года Хиблингер перешёл в зальцбургский «СВ Казино», однако провёл лишь 7 матчей в чемпионате 1999/2000 и полгода спустя покинул клуб, продолжив карьеру в команде первой лиги «Бад Блайберг».
По окончании сезона 2002/03 Марио Хиблингер вернулся в австрийскую бундеслигу, став игроком «Кернтена». В команде из Клагенфурта защитник выступал до июля 2005 года, когда перешёл в ГАК. В ГАКе Хиблингер провёл один сезон, после чего 6 лет играл за греческий «Эрготелис». Летом 2012 года защитник вернулся в Австрию, перейдя в клуб региональной лиги ЛАСК.

### В сборной
Марио Хиблингер дебютировал в молодёжной сборной Австрии 18 августа 1998 года в товарищеском матче с Францией и провёл за команду 8 матчей (в том числе 6 — в рамках отборочного турнира к молодёжному чемпионату Европы 2000).
26 марта 2003 года Хиблингер впервые сыграл за национальную команду, выйдя на замену на 57-й минуте товарищеского матча со сборной Греции. Последний матч за сборную защитник провёл 7 сентября 2005 года (против сборной Азербайджана в рамках отборочного турнира к чемпионату мира 2006).